# Izhevsk
Izhevsk (tiếng Nga: Иже́вск, IPA: [ɪˈʐɛfsk]; tiếng Udmurt: Иж, Iž, hay Ижкар, Ižkar) là thủ đô của Cộng hòa Udmurt, Nga, nằm dọc theo sông Izh ở mạn tây dãy Ural. Dân số thành phố là khoảng 629.455 người (ước tính 2012), tăng lên so với thống kê 627.734 người được ghi nhận năm 2010. Đây là thành phố lớn nhất Cộng hòa Udmurt và lớn thứ 19 trên toàn Nga.
Từ năm 1984 đến 1987, thành phố mang tên Ustinov (tiếng Nga: Усти́нов). Đây là một trung tâm công nghiệp, tài chính, chính trị, văn hóa và giáo dục ở vùng Volga. 

## Khí hậu
Izhevsk có khí hậu lục địa ẩm (phân loại khí hậu Köppen Dfb) với mùa đông dài, lạnh và mùa hè ấm.
| Dữ liệu khí hậu của Izhevsk             | Dữ liệu khí hậu của Izhevsk | Dữ liệu khí hậu của Izhevsk | Dữ liệu khí hậu của Izhevsk | Dữ liệu khí hậu của Izhevsk | Dữ liệu khí hậu của Izhevsk | Dữ liệu khí hậu của Izhevsk | Dữ liệu khí hậu của Izhevsk | Dữ liệu khí hậu của Izhevsk | Dữ liệu khí hậu của Izhevsk | Dữ liệu khí hậu của Izhevsk | Dữ liệu khí hậu của Izhevsk | Dữ liệu khí hậu của Izhevsk | Dữ liệu khí hậu của Izhevsk |
| Tháng                                   | 1                           | 2                           | 3                           | 4                           | 5                           | 6                           | 7                           | 8                           | 9                           | 10                          | 11                          | 12                          | Năm                         |
| --------------------------------------- | --------------------------- | --------------------------- | --------------------------- | --------------------------- | --------------------------- | --------------------------- | --------------------------- | --------------------------- | --------------------------- | --------------------------- | --------------------------- | --------------------------- | --------------------------- |
| Cao kỉ lục °C (°F)                      | 3.6 (38.5)                  | 5.8 (42.4)                  | 10.1 (50.2)                 | 27.5 (81.5)                 | 31.1 (88.0)                 | 35.6 (96.1)                 | 37.0 (98.6)                 | 37.0 (98.6)                 | 33.0 (91.4)                 | 22.4 (72.3)                 | 12.7 (54.9)                 | 4.5 (40.1)                  | 37.0 (98.6)                 |
| Trung bình ngày tối đa °C (°F)          | −8.9 (16.0)                 | −7.7 (18.1)                 | −0.7 (30.7)                 | 8.8 (47.8)                  | 18.2 (64.8)                 | 23.2 (73.8)                 | 25.1 (77.2)                 | 21.9 (71.4)                 | 15.2 (59.4)                 | 6.9 (44.4)                  | −2.4 (27.7)                 | −7.5 (18.5)                 | 7.7 (45.9)                  |
| Trung bình ngày °C (°F)                 | −12.4 (9.7)                 | −11.7 (10.9)                | −5.0 (23.0)                 | 3.7 (38.7)                  | 11.7 (53.1)                 | 17.0 (62.6)                 | 19.0 (66.2)                 | 16.0 (60.8)                 | 10.2 (50.4)                 | 3.4 (38.1)                  | −5.1 (22.8)                 | −10.6 (12.9)                | 3.0 (37.4)                  |
| Tối thiểu trung bình ngày °C (°F)       | −16.1 (3.0)                 | −15.5 (4.1)                 | −9.2 (15.4)                 | −0.6 (30.9)                 | 5.9 (42.6)                  | 11.2 (52.2)                 | 13.4 (56.1)                 | 11.1 (52.0)                 | 6.2 (43.2)                  | 0.4 (32.7)                  | −7.8 (18.0)                 | −14.0 (6.8)                 | −1.3 (29.7)                 |
| Thấp kỉ lục °C (°F)                     | −46.8 (−52.2)               | −40.4 (−40.7)               | −32.1 (−25.8)               | −23.9 (−11.0)               | −9.4 (15.1)                 | −2.4 (27.7)                 | 4.3 (39.7)                  | −1.7 (28.9)                 | −5.5 (22.1)                 | −21.3 (−6.3)                | −33.5 (−28.3)               | −47.5 (−53.5)               | −47.5 (−53.5)               |
| Lượng Giáng thủy trung bình mm (inches) | 30 (1.2)                    | 21 (0.8)                    | 22 (0.9)                    | 26 (1.0)                    | 48 (1.9)                    | 62 (2.4)                    | 59 (2.3)                    | 67 (2.6)                    | 55 (2.2)                    | 51 (2.0)                    | 40 (1.6)                    | 30 (1.2)                    | 511 (20.1)                  |
| Số ngày mưa trung bình                  | 4                           | 3                           | 5                           | 12                          | 18                          | 18                          | 16                          | 18                          | 19                          | 18                          | 9                           | 6                           | 146                         |
| Số ngày tuyết rơi trung bình            | 27                          | 23                          | 18                          | 7                           | 2                           | 0.1                         | 0                           | 0                           | 1                           | 11                          | 23                          | 27                          | 139                         |
| Độ ẩm tương đối trung bình (%)          | 84                          | 80                          | 76                          | 69                          | 61                          | 68                          | 71                          | 74                          | 78                          | 82                          | 85                          | 84                          | 76                          |
| Số giờ nắng trung bình tháng            | 44                          | 85                          | 148                         | 201                         | 282                         | 298                         | 292                         | 246                         | 143                         | 73                          | 41                          | 28                          | 1.881                       |
| Nguồn 1: Pogoda.ru.net                  |                             |                             |                             |                             |                             |                             |                             |                             |                             |                             |                             |                             |                             |
| Nguồn 2: NOAA (sun, 1961–1990)          |                             |                             |                             |                             |                             |                             |                             |                             |                             |                             |                             |                             |                             |